# La Boissière-des-Landes
La Boissière-des-Landes település Franciaországban, Vendée megyében. Lakosainak száma 1465 fő (2022. január 1.). La Boissière-des-Landes Aubigny-les-Clouzeaux, Nesmy, Nieul-le-Dolent, Saint-Avaugourd-des-Landes, Saint-Vincent-sur-Graon, Rives de l’Yon és Aubigny községekkel határos.

## Népesség
A település népességének változása:
| Lakosok száma | 1326 | 1369 | 1396 | 1388 | 1403 | 1417 | 1432 | 1449 | 1465 |
|               | 2013 | 2015 | 2016 | 2017 | 2018 | 2019 | 2020 | 2021 | 2022 |